# アイルランド文学
アイルランド文学（アイルランドぶんがく、アイルランド語:Litríocht na hÉireann、英語：Irish literature）とは、アイルランドの文学、及びそれらの作品や作家を研究する学問のこと。アイルランドは長い間イギリスの支配下にあったために、イギリス文学とも深い関係にある。アイルランド文学の独特の特長を挙げるとすればケルト神話とキリスト教カトリック的特長を併せ持つ幻想文学が多いことである。

## アイルランド文学の歴史
アイルランドは、イギリスの支配を受けていたため、古代ゲール語などの伝承や物語が存在したが、長い間、整理されてこなかった。
9世紀から12世紀にかけてゲール語による文学が発達した。
1541年からのイギリス王国の支配、特に1650年のオリバー・クロムウェルのアイルランド征服とそれに伴う弾圧によりゲール語による文学は減り、代わりに英語による文学が増えていく。
この時代に書かれた名作としてはジョナサン・スウィフトのガリヴァー旅行記がある。
19世紀に入るとケルト文学の復興が行われ、ケルト色の強い詩人や小説家が多く登場する。この時代の代表人物は、ノーベル文学賞作家ジョージ・バーナード・ショーやウィリアム・バトラー・イェイツである。この時代に、アイルランドの古い伝承や民話集を編纂する作業が行われ多くの本が出版されている。

## アイルランド語文学
アイルランド語で詩作する詩人は多くないが、その中でヌーラ・ニー・ゴーノルは代表的な詩人といわれている。

## アイルランド出身の作家・詩人
- ジョナサン・スウィフト (『ガリヴァー旅行記』『桶物語』)
- オスカー・ワイルド　(『サロメ』『ドリアン・グレイの肖像』)
- ジェイムズ・ジョイス　(『ダブリン市民』『ユリシーズ』『フィネガンズ・ウェイク』)
- ロード・ダンセイニ
- ブラム・ストーカー　(『吸血鬼ドラキュラ』)
- ウィリアム・バトラー・イェイツ - 1923年 ノーベル文学賞受賞
- ジョージ・バーナード・ショー - 1925年 ノーベル文学賞受賞　(『聖女ジョウン』『ピグマリオン』)
- ジョン・ミリントン・シング
- オーガスタ・グレゴリー
- サミュエル・ベケット - 1969年 ノーベル文学賞受賞　(『ゴドーを待ちながら』『名付けえぬもの』)
- フランク・オコナー
- アイリス・マードック
- ウィリアム・トレヴァー
- エドナ・オブライエン
- ジョン・マクガハン
- シェイマス・ヒーニー - 1995年 ノーベル文学賞受賞
- セシリア・アハーン　(『P.S. アイラヴユー』)
- ロディ・ドイル　(『パディ・クラーク ハハハ』『おれたち、ザ・コミットメンツ』)
- バーナード・マクラヴァティー (『キャル（CAL）』)
- グレン・パタソン (『ファット・ラッド（Fat Lad）』)
- ジョン・コナリー（『失われたものたちの国』）